# Хаверфордуэст Каунти
«Хаверфордуэст Каунти» — валлийский футбольный клуб, представляющий город Хаверфордуэст. В настоящий момент выступает в премьер-лиге Уэльса. Основан в 1899 году, домашние матчи проводит на стадионе Бридж Медоу, который вмещает 2 000 зрителей. Главным достижением клуба является третье место в чемпионате Уэльса в сезоне 2003—2004. В разные годы клуб носил названия «ФК Хаверфордуэст», «Хаверфордуэст Таун» и «Хаверфордуэст Атлетик».

## Достижения
- Чемпионат Уэльса по футболу:
  - Бронза (1): 2003-04.

## Выступления в еврокубках
| Сезон   | Турнир     | Раунд |               | Клуб          | Счёт     |
| ------- | ---------- | ----- | ------------- | ------------- | -------- |
| 2004-05 | Кубок УЕФА | 1Q    | Флаг Исландии | Хабнарфьордюр | 0:1, 1:3 |

- 1Q — первый квалификационный раунд.